# Microsoft Developer Network
Microsoft Developer Network (англ. MSDN) — подразделение компании Майкрософт, ответственное за взаимодействие фирмы с разработчиками. В данном случае, под разработчиками понимаются разработчики аппаратного обеспечения, интересующиеся операционной системой, а также разработчики, использующие программные интерфейсы операционной системы и скриптовые языки различных приложений, разработанных Microsoft. Такое взаимодействие с разработчиками имеет несколько форм: веб-сайты, новостные рассылки, конференции разработчиков, блоги, рассылка CD/DVD. Жизненный цикл взаимодействия с разработчиками варьируется от поддержки уже устаревших продуктов до распространения информации о новых возможностях.
Подразделение работает как информационный сервис для разработчиков программного обеспечения. Основное внимание (в последнее время) уделяется платформе Microsoft .NET, но присутствуют и статьи, охватывающие такие области как практика программирования и шаблоны проектирования. Многие ресурсы доступны бесплатно в онлайн, другие — только по почте на основе платной подписки.
В зависимости от уровня подписки, подписчики могут получать ранние редакции новых версий операционных систем или других продуктов Майкрософт (приложения Microsoft Office, Visual Studio и др.).
Некоторые университеты включены в программу MSDN Academic Alliance (MSDNAA), что позволяет студентам получать преимущества подписки MSDN.
В ноябре 2004 года был открыт сайт MSDN2, в качестве источника информации по Visual Studio 2005. Помимо содержания, наиболее заметное отличие от «старого» MSDN — обновлённый код веб-сайта, который лучше соответствует веб-стандартам, что даёт давно ожидаемую возможность использования не только IE, но и других веб-браузеров.
В мае 2008 года был открыт сайт «Русский MSDN», на котором можно найти информацию по документации для Visual Studio 2008, Windows Embedded, SharePoint Services 3.0, SQL Server 2008 и 2005 и т. д. на русском языке, информацию о мероприятиях, проводимых для разработчиков в России, учебные курсы для начинающих разработчиков.
7 июня 2022 года все форумы MSDN и TechNet стали только для чтения, завершив историю /social-форумов Microsoft.